# Azillanet
Azillanet (occitanisch: Asilhanet) ist ein Ort und eine südfranzösische Gemeinde mit 353 Einwohnern (Stand 1. Januar 2022) im Département Hérault in der Region Okzitanien.

## Lage
Azillanet liegt in der Landschaft des Minervois, etwa 40 Kilometer (Fahrtstrecke) nordöstlich von Carcassonne; von Narbonne aus sind es etwa 35 Kilometer in nordwestlicher Richtung. Der Nachbarort Cesseras liegt nur zwei Kilometer westlich; der alte und sehenswerte Katharerort Minerve liegt etwa fünf Kilometer nördlich. Das Gemeindegebiet gehört zum Regionalen Naturpark Haut-Languedoc.

## Bevölkerungsentwicklung
| Jahr      | 1800 | 1851 | 1901 | 1954 | 1975 | 1999 | 2017 |
| Einwohner | 510  | 600  | 749  | 514  | 384  | 370  | 365  |

Im 19. Jahrhundert hatte der Ort stets zwischen 500 und knapp 800 Einwohner. Die Reblauskrise und die Mechanisierung der Landwirtschaft führten in der ersten Hälfte des 20. Jahrhunderts zu einem deutlichen Bevölkerungsrückgang, der sich nur langsam wieder stabilisiert.

## Wirtschaft
Azillanet gehört zu den vielen kleinen Weinorten des Minervois; mehrere Winzer bieten Weinproben (dégustations) an. Seit den 1960er Jahren spielt der Tourismus in Form der Vermietung von Ferienwohnungen (gîtes) eine gewisse Rolle im Wirtschaftsleben der Gemeinde.

## Geschichte
Zur Geschichte von Azillanet sind kaum Informationen verfügbar. Am 25. Oktober 1591 fand im Rahmen der Hugenottenkriege (1562–1598) in der Umgebung von Azillanet und Cesseras eine Schlacht zwischen katholischen und protestantischen Truppen statt.

## Sehenswürdigkeiten
- Im Ortszentrum von Azillanet finden sich noch einige hübsche mittelalterliche Gässchen und Winkel.
- Von einem mittelalterlichen Konvent hat sich nur ein Durchgang (Porte de Couvent) erhalten.
- Die Kirche St-Laurent stammt aus dem 17. Jahrhundert. Der Kirchturm dürfte älter sein.
- Am Ortsrand stehen noch zwei sehenswerte Waschhäuser (lavoirs) aus dem 19. Jahrhundert (Lavoir du Théron im Norden und Lavoir du Tary im Süden).
- Der Ort eignet sich gut für Wanderungen in die Umgebung mit ihren Weinbergen und Steinhütten aus Trockenmauerwerk (cabanes oder capitelles).